# Campbellia neilgherrica
Campbellia neilgherrica là loài thực vật có hoa thuộc họ Cỏ chổi. Loài này được (Gardner) Panigrahi & G.C.Das mô tả khoa học đầu tiên năm 1982.